# Elecciones municipales de Ica de 1995
Las elecciones municipales de Ica de 1995 se llevaron a cabo el 12 de noviembre de 1995 para elegir al alcalde y al Concejo Provincial de Ica para el periodo 1993-1995. La elección se celebró simultáneamente con elecciones municipales en todo el país.

## Sistema electoral
La Municipalidad Provincial de Ica es el órgano administrativo y de gobierno de la provincia de Ica. Está compuesta por el alcalde y el Concejo Provincial.
La votación del alcalde y el concejo se realiza en base al sufragio universal, que comprende a todos los ciudadanos nacionales mayores de dieciocho años, empadronados y residentes en la provincia de Ica y en pleno goce de sus derechos políticos, así como a los ciudadanos no nacionales residentes y empadronados en la provincia de Ica.
El Concejo Provincial de Ica está compuesto por 19 regidores elegidos por sufragio directo para un período de tres (3) años, en forma conjunta con la elección del alcalde (quien lo preside). La votación es por lista cerrada y bloqueada. Se asigna a la lista ganadora los escaños según el método d'Hondt o la mitad más uno, lo que más le favorezca.

## Composición del Concejo Provincial de Ica
La siguiente tabla muestra la composición del Concejo Provincial de Ica antes de las elecciones.
| Partidos | Partidos                                         | Regidores |
| -------- | ------------------------------------------------ | --------- |
|          | Partido Aprista Peruano                          | 11        |
|          | Izquierda Unida                                  | 3         |
|          | Lista Independiente Frente Popular Independiente | 2         |
|          | Acción Popular                                   | 1         |
|          | Lista Independiente Democracia Iqueña Auténtica  | 1         |
|          | Lista Independiente Cambio y Desarrollo          | 1         |

## Partidos y candidatos
A continuación se muestra una lista de los principales partidos y alianzas electorales que participaron en las elecciones:
| Candidatura | Candidatura | Partidos y alianzas                                            | Candidatos | Candidatos                 | Ideología                                | Resultado previo | Resultado previo | Ref. |
| Candidatura | Candidatura | Partidos y alianzas                                            | Candidatos | Candidatos                 | Ideología                                | Votos (%)        | Reg.             | Ref. |
| ----------- | ----------- | -------------------------------------------------------------- | ---------- | -------------------------- | ---------------------------------------- | ---------------- | ---------------- | ---- |
|             | AP          | Lista - Acción Popular (AP)                                    |            | Sin información disponible | Humanismo Nacionalismo cívico Reformismo | 7.90%            | 1                |      |
|             | IND         | Lista - Lista Independiente N° 3 Somos Ica 95                  |            | Sin información disponible | Localismo iqueño                         | Nuevo            | Nuevo            |      |
|             | IND         | Lista - Lista Independiente N° 7 Frente Independiente Ica 95   |            | Sin información disponible | Localismo iqueño                         | Nuevo            | Nuevo            |      |
|             | IND         | Lista - Lista Independiente N° 11 Frente Progresista Iqueño    |            | Carlos Ramos Loayza        | Localismo iqueño                         | Nuevo            | Nuevo            |      |
|             | IND         | Lista - Lista Independiente N° 17 Movimiento Vecinal Iqueño    |            | Sin información disponible | Localismo iqueño                         | Nuevo            | Nuevo            |      |
|             | IND         | Lista - Lista Independiente N° 19 Alianza Regional Ica         |            | Sin información disponible | Localismo iqueño                         | Nuevo            | Nuevo            |      |
|             | IND         | Lista - Lista Independiente N° 21 Frente Popular Independiente |            | Sin información disponible | Localismo iqueño                         | Nuevo            | Nuevo            |      |

Otros candidatos
| Partidos y alianzas | Partidos y alianzas                                        | Candidatos                 |
| ------------------- | ---------------------------------------------------------- | -------------------------- |
|                     | Lista Independiente N° 5 Ica al Cambio                     | Sin información disponible |
|                     | Lista Independiente N° 9 Calidad para el Desarrollo Iqueño | Sin información disponible |
|                     | Lista Independiente N° 13 Nueva Generación                 | Sin información disponible |
|                     | Lista Independiente N° 15 Integración Popular Iqueña       | Sin información disponible |

## Resultados

### Sumario general
|                        |                                                            |              |              |              |           |           |
| Partidos y coaliciones | Partidos y coaliciones                                     | Voto popular | Voto popular | Voto popular | Regidores | Regidores |
| Partidos y coaliciones | Partidos y coaliciones                                     | Votos        | %            | ±pp          | Total     | +/−       |
|                        | Lista Independiente N° 11 Frente Progresista Iqueño        | 36,129       | 31.99        | n/a          | 10        | +10       |
|                        | Lista Independiente N° 21 Frente Popular Independiente     | 27,986       | 24.78        | n/a          | 4         | +4        |
|                        | Lista Independiente N° 3 Somos Ica 95                      | 15,923       | 14.10        | n/a          | 2         | +2        |
|                        | Lista Independiente N° 7 Frente Independiente Ica 95       | 8,318        | 7.36         | n/a          | 1         | +1        |
|                        | Lista Independiente N° 19 Alianza Regional Ica             | 7,053        | 6.24         | n/a          | 1         | +1        |
|                        | Lista Independiente N° 17 Movimiento Vecinal Iqueño        | 5,789        | 5.13         | n/a          | 1         | +1        |
|                        | Lista Independiente N° 5 Ica al Cambio                     | 4,645        | 4.11         | n/a          | 0         | ±0        |
|                        | Lista Independiente N° 9 Calidad para el Desarrollo Iqueño | 3,642        | 3.22         | n/a          | 0         | ±0        |
|                        | Acción Popular (AP)                                        | 2,203        | 1.95         | –5.95        | 0         | –1        |
|                        | Lista Independiente N° 15 Integración Popular Iqueña       | 768          | 0.68         | n/a          | 0         | ±0        |
|                        | Lista Independiente N° 13 Nueva Generación                 | 492          | 0.44         | n/a          | 0         | ±0        |
|                        |                                                            |              |              |              |           |           |
| Total                  | Total                                                      | 112,948      |              |              | 19        | ±0        |
|                        |                                                            |              |              |              |           |           |
| Votos válidos          | Votos válidos                                              | 112,948      | 86.94        | –13.06       |           |           |
| Votos en blanco        | Votos en blanco                                            | 7,393        | 5.69         | +5.69        |           |           |
| Votos nulos            | Votos nulos                                                | 9,571        | 7.37         | +7.37        |           |           |
| Votos emitidos         | Votos emitidos                                             | 129,912      | 81.69        | +25.39       |           |           |
| Abstenciones           | Abstenciones                                               | 29,114       | 18.31        | –25.39       |           |           |
| Votantes registrados   | Votantes registrados                                       | 159,026      |              |              |           |           |
|                        |                                                            |              |              |              |           |           |
| Fuente:                |                                                            |              |              |              |           |           |

## Elecciones municipales distritales

### Resultados por distrito
La siguiente tabla enumera el control de los distritos de la provincia de Ica. El cambio de mando de una organización política se resalta del color de ese partido.
| Distrito                | Alcalde(sa) titular      | Partido político | Partido político                | Alcalde(sa) electo(a)    | Partido político | Partido político          |
| ----------------------- | ------------------------ | ---------------- | ------------------------------- | ------------------------ | ---------------- | ------------------------- |
| La Tinguiña             | Juan Vargas Valle        |                  | Partido Aprista Peruano         | Rubén Velásquez Serna    |                  | Lista Independiente N° 11 |
| Los Aquijes             | Julio Hernández Morón    |                  | Acción y Paz                    | Jesús Espino Claudio     |                  | Lista Independiente N° 3  |
| Ocucaje                 | Luis Andía Cortez        |                  | Partido Aprista Peruano         | Luis Guevara Uchuya      |                  | Lista Independiente N° 11 |
| Pachacútec              | Teodoro Ramos Anchante   |                  | Frente Nacional de Trabajadores | Anatolio Anyoza Huarcaya |                  | Lista Independiente N° 3  |
| Parcona                 | Carlos Ramos Loayza      |                  | Partido Aprista Peruano         | Narciso Aliaga Guillén   |                  | Lista Independiente N° 7  |
| Pueblo Nuevo            | Pedro Tipacti Altamirano |                  | Frente Unido Pueblo Nuevo       | Genaro Vega Muñante      |                  | Lista Independiente N° 23 |
| Salas                   | Jesús Lavarello Siguas   |                  | Izquierda Unida                 | Pedro Muñoz Chávez       |                  | Lista Independiente N° 11 |
| San José de los Molinos | Jorge Fuentes Huarcaya   |                  | Partido Aprista Peruano         | Félix Escobar Huamancayo |                  | Lista Independiente N° 3  |
| San Juan Bautista       | Victor Villa Cueto       |                  | Frente Independiente Comunal    | Juan Espino Espino       |                  | Lista Independiente N° 25 |
| Santiago                | Agustín Salazar Solís    |                  | Partido Aprista Peruano         | Ismael Carpio Solís      |                  | Lista Independiente N° 7  |
| Subtanjalla             | Julio Pecho García       |                  | Partido Aprista Peruano         | Julio Pecho García       |                  | Lista Independiente N° 11 |
| Tate                    | José Hernández Calderón  |                  | Lista Independiente Tate        | Walter Quispe Uchuya     |                  | Lista Independiente N° 19 |
| Yauca del Rosario       | Genaro Chanco Conislla   |                  | Partido Aprista Peruano         | Juan Girao Morón         |                  | Lista Independiente N° 11 |